# Neotheronia aurata
Neotheronia aurata là một loài tò vò trong họ Ichneumonidae.